# Pasir Pengaraian
Pasir Pengaraian is een bestuurslaag in het regentschap Rokan Hulu van de provincie Riau, Indonesië. Pasir Pengaraian telt 5015 inwoners (volkstelling 2010).